# Alessandro Michele
Alessandro Michele (Roma, 25 novembre 1972) è uno stilista italiano, direttore creativo di Valentino.
Nel gennaio 2015 è stato nominato direttore creativo di Gucci, la casa di moda in cui ha lavorato dal 2002 al 2022. Conosciuto per il suo stile ricercato e unico, Alessandro Michele è riuscito a rilanciare l'immagine del marchio.

## Biografia
Alessandro Michele è cresciuto a Roma. Il padre era un tecnico di Alitalia, e sua madre ha lavorato nel cinema fino a quando ha deciso di dedicarsi interamente alla famiglia. Alessandro Michele studia alla Accademia di costume e di moda di Roma, inizialmente con il sogno di diventare scenografo.

### Carriera

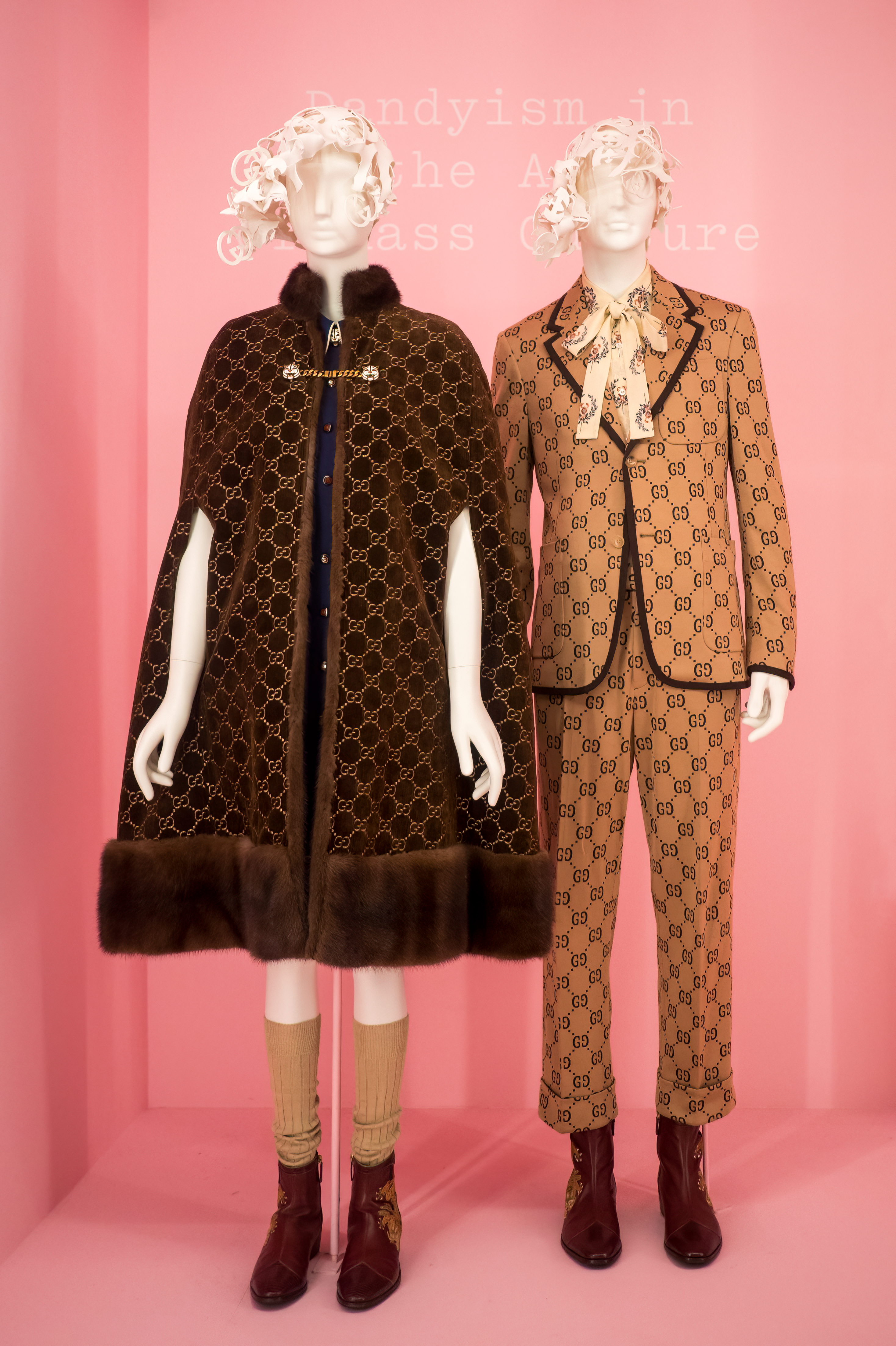
Due abiti prodotti da Michele per la mostra di Camp: Note sulla moda

Nel 1994 Alessandro Michele lascia Roma per lavorare per Les Copains, maglieria di moda italiana con base a Bologna. Alla fine degli anni ’90, viene reclutato da Fendi, dove lavora a fianco di Karl Lagerfeld e Silvia Venturini Fendi. Nel 2002, Tom Ford, allora direttore creativo di Gucci, nota Alessandro Michele e lo invita a lavorare nell’ufficio design di Londra, dove cura originariamente gli accessori. Nel 2006 viene promosso a senior designer e nel 2011 diventa associate director della nuova direttrice creativa Frida Giannini, con cui lavorerà fianco a fianco fino al 2015.
Nel 2014 Michele diventa direttore creativo di Richard Ginori, lo storico marchio fiorentino di porcellane acquisito da Gucci nel 2013. 

### Direttore creativo da Gucci
A gennaio 2015, Marco Bizzarri diventa ceo di Gucci e propone ad Alessandro Michele di diventare direttore creativo al posto di Frida Giannini, e gli dà una settimana per preparare lo show della collezione uomo. Un mese dopo sfila la prima collezione donna disegnata da Alessandro Michele, lo stile è una rivoluzione, eccentrico, citazionista, unico con una forte tendenza al genderless, che contraddistinguerà la nuova estetica di Gucci.  
Alessandro Michele reintroduce l’iconico logo doppia G.
Nel 2016, per l’apertura del Museo di Gucci a Firenze, Alessandro Michele cura due stanze dedicate alle collezioni di Tom Ford.
Nel 2018, Gucci apre lo spazio Wooster a New York che include una libreria in collaborazione con Dashwood Books, in linea con l’estetica del direttore creativo.
A ottobre dello stesso anno ha co-curato la mostra The Artist is Present a Shanghai con Maurizio Cattelan.
Nel 2019 Alessandro Michele lancia Gucci Beauty e la prima linea di alta gioielleria del brand.
Il 24 novembre 2022 viene ufficializzata la notizia del suo addio al brand.

### Direttore creativo da Valentino
Il 28 marzo 2024 viene annunciato come nuovo direttore creativo da Valentino.

## L'estetica
Da piccolo Alessandro Michele è sempre stato incoraggiato a interessarsi all’arte e alla bellezza, tanto che spesso la famiglia passava i giorni liberi nei musei. Ha sempre avuto i capelli lunghi e da ragazzino era un fan del post-punk londinese e del cosiddetto New Romantic street style.
Sono questi stili a influenzare i suoi lavori, ma non solo: anche il teatro, il cinema, la vita di tutti i giorni, il pop, tanto che lo stesso Michele si definisce “un frullatore che rielabora tutto ciò che vive”. 
Michele ritiene che i vestiti non abbiano senso all’infuori del loro contesto storico, e che siano un modo per interpretare e raccontare la modernità e sé stessi.
Proprio per questo le epoche e le culture vengono mischiate in un risultato caleidoscopico che ricorda ciò che Gilles Deleuze definiva assemblage.
Si discosta dagli stili dei direttori creativi precedenti per creare un universo che mischia mascolinità e femminilità, presente e passato,
con proposte post gender e aggiungendo allo spirito del marchio una nota di Rinascimento Drammatico, non solo nelle sue collezioni ma anche nella scelta delle locations per le sue sfilate, spesso luoghi di interesse storico.

## Vita privata
Ha un compagno, Giovanni Attili, regista e docente universitario presso l'Università Sapienza di Roma.
Nell'ottobre 2021 difende i diritti LGBT in seguito alla bocciatura della legge Zan.

## Onorificenze
- 2015: International Fashion Designer Of The Year Award at the British Council Fashion Awards [31]
- 2016: Council of Fashion Designers of America Awards [32]
- 2016: International Accessories Designer of the Year Award at the British Council Fashion Awards [33]
- 2017: Inserito nella Hypebeast's HB100 [34].
- 2016: GQ Men Of The Year Award per il miglior designer [35]